# Insurrezioni anticomuniste nell'Europa Orientale
Le Insurrezioni anticomuniste in Europa orientale e centrale sono state una serie di episodi della guerra fredda dove gruppi insurrezionali anticomunisti provarono a rovesciare i governi socialisti dei loro Paesi, sorti alla fine della seconda guerra mondiale.

## Nei paesi baltici
Nei paesi baltici il movimento di resistenza dei Fratelli della foresta è stato in lotta contro le autorità sovietiche tra il 1940 e la metà degli anni '50. Quando i tedeschi si ritirarono verso ovest, l'Armata Rossa avanzò nei territori baltici nel 1944, momento in cui si riaccesero le ostilità tra le popolazioni locali, filo-indipendentiste, e i nuovi occupanti.

## In Polonia
In Polonia, verso la fine della seconda guerra mondiale, si formarono vari gruppi di resistenza contro l'Unione Sovietica ed il governo comunista polacco.

## In Ucraina
In Ucraina l'Esercito Insurrezionale, tentò di ottenere l'indipendenza del Paese.

## In Ungheria
Nel paese magiaro si verificò una sollevazione armata di spirito antisovietico che durò dal 23 ottobre al 10 - 11 novembre 1956. Inizialmente contrastata dall'ÁVH, venne alla fine duramente repressa dall'intervento armato delle truppe sovietiche del maresciallo Ivan Stepanovič Konev..